# T·溫·羅傑斯
T·溫·羅傑斯（英語：T. Wynn Rogers，1919年—1998年），是一位已故美國男子羽球運動員，從1940年代末期到1960年代中期贏得了許多美國國家冠軍。
在1949年享有盛譽的全英羽球錦標賽裡，溫·羅傑斯獲得男子雙打和混合雙打的亞軍。羅傑斯連續17個賽季（1948-1964）在美國男子雙打中排名第一，其中最後14個賽季與他的長期搭檔喬·阿爾斯通一起。他是1952年美國參加湯姆斯盃（男子國際團體賽）代表隊的主力球員，在當時三年一度的世界團體比賽中獲得第二名。1956年，羅傑斯成為美國羽球名人堂的入選者之一，現在被稱為星光大道。